# Bullimus carletoni
Bullimus carletoni — вид гризунів із родини мишевих (Muridae).

## Біоморфологічна характеристика
Дотепер вважалося, що ендемічний рід Bullimus включає три види, по одному з островів пізнього плейстоцену Великий Мінданао, Великий Лусон і Камігуін. Однак зараз на основі аналізу молекулярних і краніодентальних даних виділено четвертий вид, Bullimus carletoni, з півострова Карамоан на півдні Лусона. Молекулярні дані свідчать про те, що Булімус колонізував Лусон з південних Філіппін і почав диверсифікуватися на Лусоні ≈ 232 тисячі років.

## Ареал
Задокументовано лише зі східної частини Карамоанського півострова, з можливим повідомленням від підніжжя Сідлового піку. Цей вид пов'язаний з частково порушеним лісовим середовищем проживання на вапнякових та офіолітових ґрунтах, де він активний переважно на землі вночі.

## Етимологія
Вид названо на честь Майкла Діна Карлетона (англ. Michael Dean Carleton) на знак визнання його великого внеску в наукові знання завдяки обширному дослідженню біорізноманіття на основі музейної колекції та десятиліттям терплячих і зразкових зусиль як заступника редактора. Праці Вашингтонського біологічного товариства.